# Landwirt

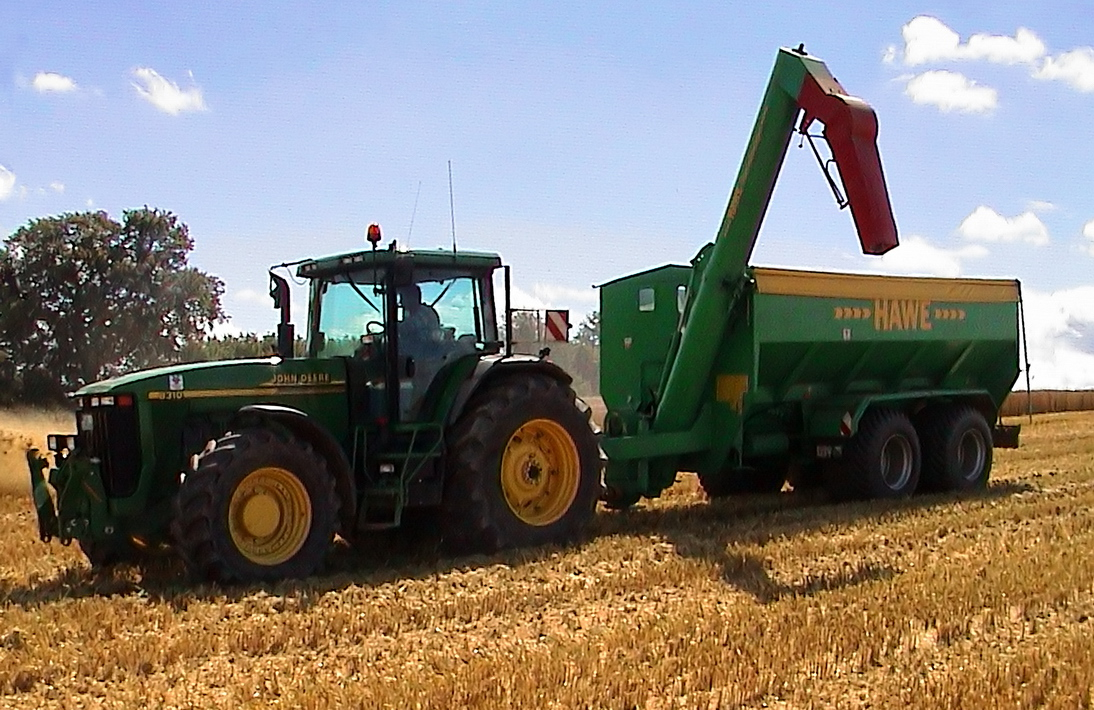
Modernes landwirtschaftliches Gespann

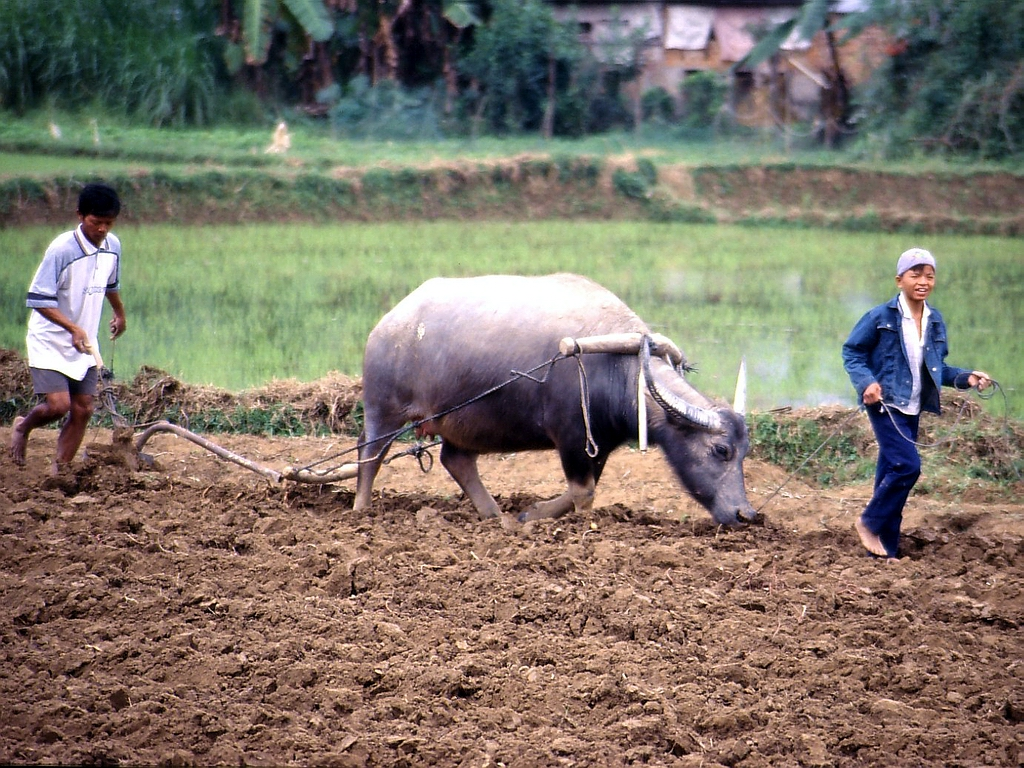
Landwirtschaft in Vietnam: Pflügen mit einem Wasserbüffel als Zugtier

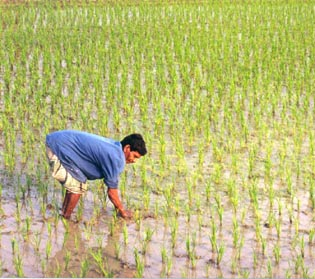
Arbeiter in einem Reisfeld, Bangladesch

Landwirt, auch Bauer (von mittelhochdeutsch gebûre „Mitbewohner, Nachbar, Dorfgenosse“), veraltet Ökonom, ist ein Beruf der Landwirtschaft. Landwirte produzieren tierische oder pflanzliche Erzeugnisse, meist zur Nutzung als Nahrungsmittel. Überwiegend werden dazu landwirtschaftliche Nutzflächen bewirtschaftet. Wirtschaftlich betrachtet wird damit ein Bereich der Urproduktion erfasst.

## Zu den Begriffen Landwirt und Bauer

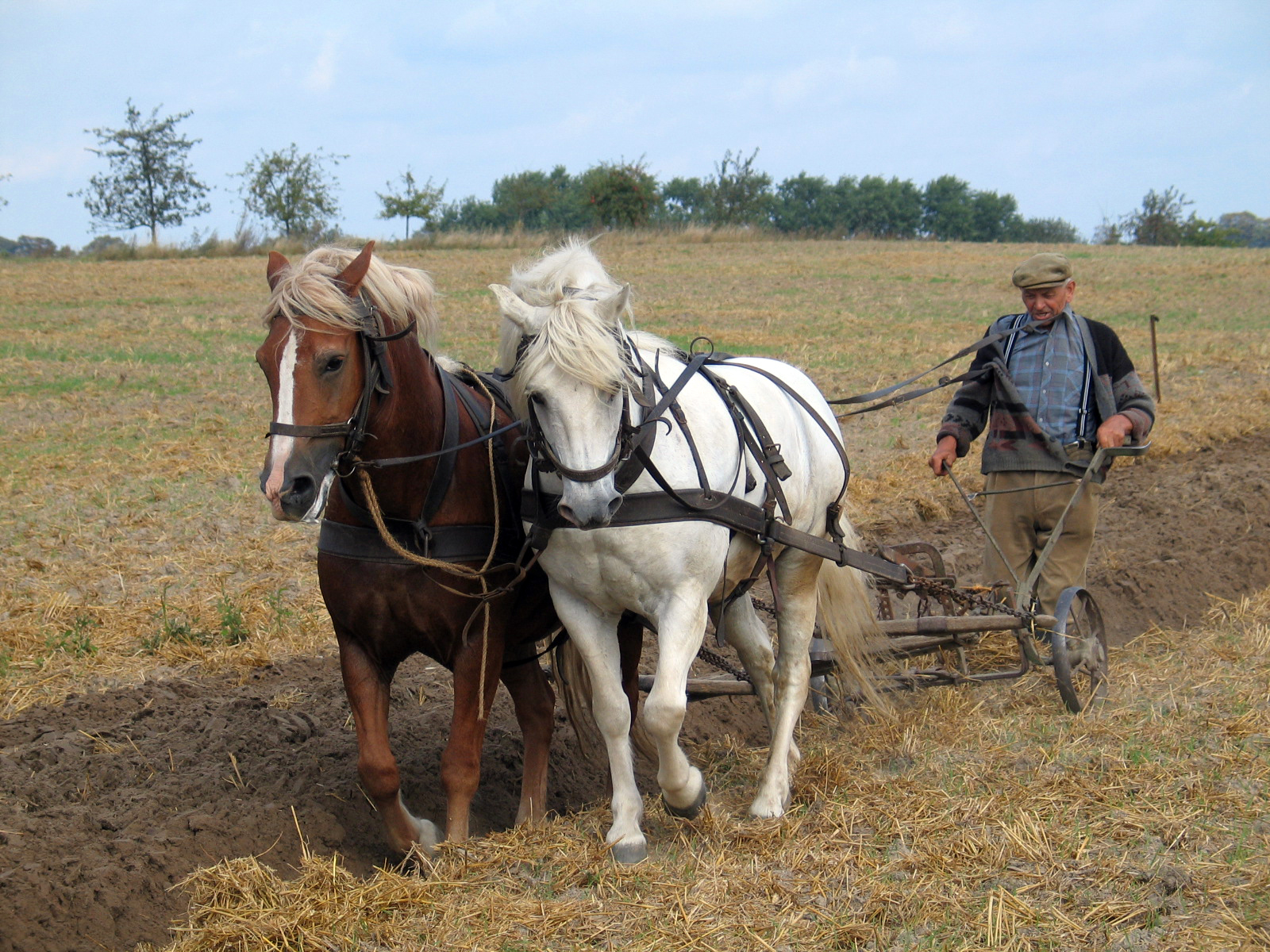
Bauer beim Pflügen, wie es bis in die 1960er-Jahre üblich war

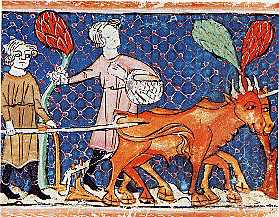
Baudouin d'Arras: Paysans labourant, Spanische Nationalbibliothek, 13. Jahrhundert

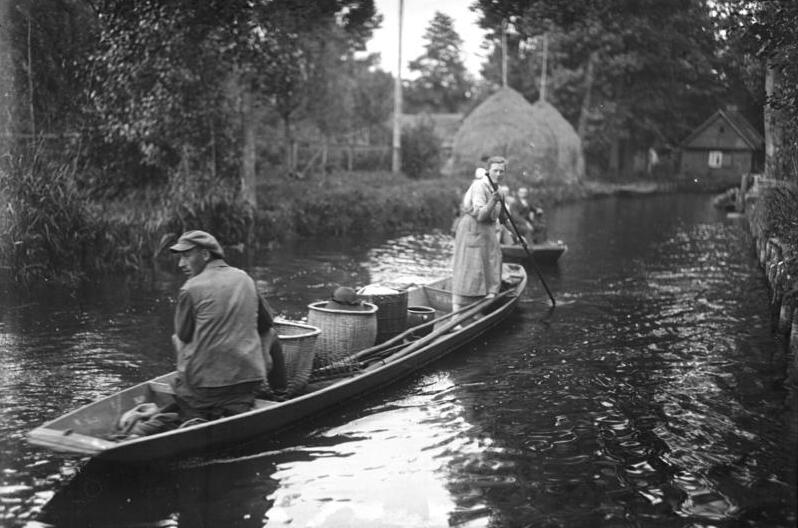
Spreewald, Gurkenbauer auf dem Weg zum Markt. Mai 1930

Landwirt ist die moderne Bezeichnung für einen Beruf, gebildet aus Landbau (mit Land im Sinne von „Landschaft“ oder „Boden“) und Wirt („Wirtschafter“, „Hauswirt“, „Ökonom“). Der Begriff kam erst in den 1760er Jahren in Zusammenhang mit dem Kameralismus, als Berufsbezeichnung für Agrarproduzenten auf, während vorher in der ständischen Ordnung etwa Bauern und Gutsherren streng geschieden waren. Er leitet sich ab von „Wirt“, im Sinne der Hausväterliteratur. Der Beruf Landwirt ist ein Lehrberuf innerhalb des dualen Systems mit anschließender Meisterausbildung und/oder einem Fachschulbesuch oder mit einem Universitäts- oder Fachhochschulstudium. Ein Haupterwerbslandwirt betreibt Landwirtschaft als Hauptberuf und erzielt dabei mindestens 50 Prozent seines Einkommens aus der Landwirtschaft. Liegt der Anteil des landwirtschaftlichen Einkommens darunter, spricht man von einem Nebenerwerbslandwirt.
Der Begriff Bauer wird aus geschichtlicher Sicht wie folgt definiert: „Bauer ist seit dem ausgehenden Frühmittelalter der Angehörige des weder ritterliche Aufgaben wahrnehmenden noch bürgerliche Gewerbe treibenden untersten Standes der nach Berufsständen gegliederten Gesellschaft, dem nach Aussonderung der Ritter und Bürger allein das Betreiben von Landwirtschaft verblieb.“
Schon althochdeutsch ist pûr überliefert, das verwandt ist mit gipûr, Plural gipûrâ „Mitbewohner, Dorfgenosse“ oder pûari, Plural pûarrâ „Landmann“, „Landvolk“, ferner in Nähe steht zu pûr, bûr „Bau, Heim, Wohnstatt“, neuhochdeutsch Bauer „Nest, Käfig“, aber im Dialekt auch „Lagerraum“ oder „Kammer“. In diesem Zusammenhang ist Bau, althochdeutsch pû, allgemein die bewirtschaftende Tätigkeit – wie in Feldbau, Obstbau, Weinbau, synonym zu lateinisch cultura „Kultivierung“.
Später wird Bauer zur Standesbezeichnung (Bauernstand, „Mitglied der Bauernschaft“). Regional sind noch weitere Unterscheidungen bekannt: Ackermann (Ackerer), Vollbauer, Halbbauer, Vollspänner, Halbspänner, Kossäte oder Köt(h)ner, Hintersiedler, Häusler oder Büdner. Diese Bezeichnungen waren Ausdruck einer Hierarchie im Sozialsystem der dörflichen Gemeinschaft und beziehen sich meist auf die Grundgröße oder den Rang der Landwirtschaft.
Zur Zeit des Nationalsozialismus schuf das Reichserbhofgesetz (1933) eine rechtliche Unterscheidung zwischen „Bauer“ und „Landwirt“: Nur dem Eigentümer eines sog. Erbhofs stand die Bezeichnung „Bauer“ zu, alle übrigen hießen „Landwirt“ (§ 11). Ein Erbhof war ein Haupterwerbsbetrieb, von der Mindestgröße einer Ackernahrung bis max. 125 Hektar (§ 2, § 3). Eigentümer eines Erbhofes konnte nur sein, wer „deutschen oder stammesgleichen Blutes“ war (§ 13).
Das Wort Bauer drückt auch eine Lebensweise aus (Ackerbauer und Viehzüchter). Der Bewohner der Großstadt verwendet die Bezeichnung Bauer zumeist für alle Menschen, die irgendwie in Land- oder Viehwirtschaft arbeiten. Landwirt ist die neuere, moderne Bezeichnung, aber nicht allgemein gebräuchlich.
Sprachlich wird weder beim Landwirt noch beim Bauern zwischen Landbestellung (Landbau) und Viehzucht unterschieden. In Österreich gibt es aber umgangssprachlich die Ausdrücke Hörndlbauern (Schwerpunkt Viehzucht) und Körndlbauern (Schwerpunkt Ackerbau).

### Unterformen
- Bergbauer ist – wie „Bauer“ selbst – ursprünglich eine soziologische Bezeichnung und wird in diesem Sinne in der Ethnologie gebraucht. Heute ist der Bergbauer im Alpenraum über Erschwerniszonen aber primär rechtlich abgesichert, nur eine besonders arbeitsaufwändige Lage der Gründe (in Österreich etwa nach dem Berghöfekataster)[10] rechtfertigt eine Einstufung zum Bezug eines Bergbauernzuschusses (heute EU-weit Ausgleichszulage für Benachteiligte Gebiete).[11]
- Biobauer bezog sich ursprünglich auf eine Anbauweise (biologische/ökologische Landwirtschaft), ist heute in Österreich aber auch Berufsbezeichnung für eine Berufspezialisierung.
- Diplomlandwirt war bis 1971 ein akademischer Grad, der an deutschen landwirtschaftlichen Hochschulen und Landwirtschaftsfakultäten deutscher Universitäten erworben werden konnte.
- LPG-Bauern waren in der DDR die Mitglieder einer landwirtschaftlichen Produktionsgenossenschaft.
- Neubauern sind Personen, welche im Zuge der Bodenreform (Deutschland nach 1945) Neubauernstellen erhielten.
- Der Verwaltungslandwirt ist eine meist agrarwissenschaftlich ausgebildete Person, die im staatlichen Auftrag handelt oder in landwirtschaftsnahen Verbänden Beratungsaufgaben wahrnimmt.
- Waldbauern betreiben Forstwirtschaft auf eigenem Grund und Boden.
- Wehrbauern waren Landwirte, die von Seiten des Staats in Grenzgebieten angesiedelt wurden, um deren Verteidigung zu unterstützen.

## Berufsbild

### Funktionen

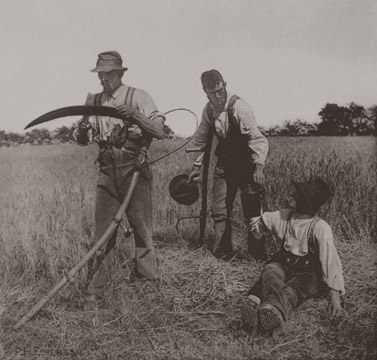
Einst war der Umgang mit der Sense Grundbestandteil bäuerlicher Fähigkeiten (Peter Henry Emerson: In The Barley Harvest, etwa 1886)

Hauptfunktion eines Landwirts ist die Erzeugung von Agrarprodukten, d. h. Nahrungsmitteln pflanzlicher und tierischer Herkunft, daneben auch Erzeugung von nachwachsenden Rohstoffen, und Lieferant von Energie (zum Beispiel Rapsöl, Biogas). Diese Betätigung umfasst auch Management und Führung eines landwirtschaftlichen Betriebes einschließlich bäuerlicher Forstwirtschaft, in der Regel Kleinwald.
Im modernen Berufsbild sind zwei Aspekte zu nennen, die in der Stellung der Landwirtschaft in der Gesamtwirtschaft von Industriestaaten zu sehen sind:
- das Angebot von Dienstleistungen, beispielsweise im Bereich Freizeit und Erholung (Agrotourismus, Fremdenverkehr im ländlichen Raum) sowie
- die Natur- und Landschaftspflege, Erhaltung und Pflege der Kulturlandschaft.

Das moderne Berufsbild legt insbesondere auch Wert auf schonenden Umgang mit den natürlichen Ressourcen wie Boden, Wasser, Luft sowie die Beachtung der ökologischen Zusammenhänge und des Tierschutzes.
Insbesondere früher war der Beruf körperlich sehr schwer. Arbeitszeiten von täglich bis zu 14 Stunden in den Monaten der Haupternte waren und sind immer noch üblich.

### Tätigkeitsbereiche

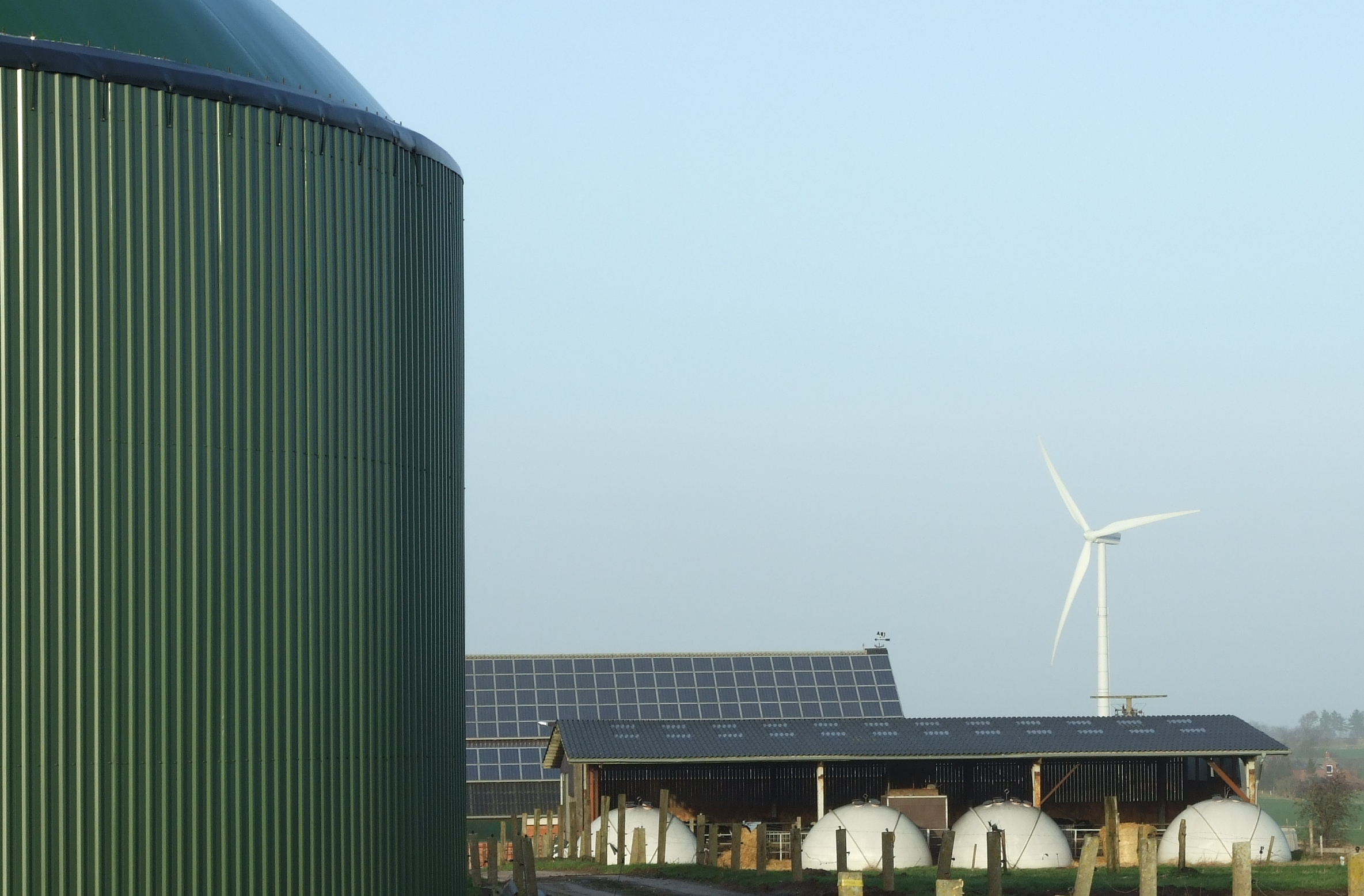
Der Landwirt als Energiewirt: Agrarenergie hat eine stark wachsende Bedeutung (Fermenter einer Biogasanlage (links), Photovoltaikanlage (hinten) und Windkraftanlage)

- Pflanzenproduktion: Getreide- und Maisanbau, Hackfruchtanbau (beispielsweise Zuckerrüben, Kartoffeln), Ölfrüchteanbau (zum Beispiel Raps), Hülsenfrüchteanbau (beispielsweise Erbsen, Ackerbohnen), Ackerfutterbau (zum Beispiel Kleegras, Silomais), Grünlandbewirtschaftung, Obstbau sowie Weinbau („Winzer“)
- Tierproduktion: Milchviehhaltung, Rinderaufzucht oder Rindermast, Schweinehaltung und Ferkelerzeugung, Schweineaufzucht oder Schweinemast, Legehennenhaltung, Geflügelaufzucht oder Geflügelmast, Schafhaltung, Pferdehaltung
- Agrarenergie/Energieproduktion (Energiewirt): Anbau von Biomasse und ihre energetische Verwertung, Windkraft, Photovoltaik. Viele Landwirte sind dabei gleichzeitig Rohstoffproduzenten von Kraftstoffen wie Pflanzenöl, Biodiesel oder Bioethanol sowie Betreiber von Kraftwerken (zum Beispiel Biogasanlagen), deren Stromeinspeisung nach dem Erneuerbare-Energien-Gesetz vergütet wird.

## Berufsausbildung

### Voraussetzungen
Voraussetzung für die Anerkennung des Berufs ist – in Europa – der Besuch einer landwirtschaftlichen Berufsschule und/oder Landwirtschaftsschule. Meisterprüfung und höhere schulische Ausbildung (Fachwirt und Techniker) können die Grundlage für ein Studium der Agrarwissenschaften sein.
Voraussetzungen für den Beruf sind etwa:
- Interesse an Natur und Umwelt sowie am Umgang mit Tieren,
- Handwerkliches Geschick und kaufmännisches Verständnis,
- Körperliches Leistungsvermögen und Ausdauer.

Ein Schlepperführerschein (Klasse T in Deutschland, Klasse F in Österreich, Klasse G beziehungsweise F in der Schweiz) sowie meist für Anhänger ist in der modernen Landwirtschaft Voraussetzung.

### Deutschland
Landwirt ist ein anerkannter Ausbildungsberuf nach dem Berufsbildungsgesetz (BBiG). Näheres zur Berufsbildung regelt eine Verordnung über die Berufsbildung zum Landwirt beziehungsweise zur Landwirtin. Landwirt ist steuerlich jeder, der berufsmäßig Landwirtschaft betreibt, der den eigenen oder gepachteten Boden zur Erzeugung landwirtschaftlicher Produkte bewirtschaftet.
Staatlich geprüfte Landwirte erwerben ihre Qualifikation an einer unteren und „höheren Landwirtschaftsschule“ oder „höheren Landbauschule“, die mindestens zwei Jahre umfasst. Sie endet mit einer staatlichen Prüfung. Voraussetzung für den Besuch der Schule ist die absolvierte Ausbildung zum Landwirt, die in Deutschland in der Regel drei Jahre dauert: Ein Jahr Vollzeitunterricht an der Berufsschule, danach folgen zwei Jahre Ausbildung im Dualen System. Um die Bezeichnung „Landwirtschaftsmeister“ führen zu dürfen, ist die Fachschule zum Wirtschafter für Landbau zwei Wintersemester zu besuchen und anschließend ein Wintersemester Fachschule zur Meisterausbildung. Den Titel „Landwirtschaftsmeister“ erhält man mit der staatlichen Meisterprüfung.

#### Dauer und Ablauf der Ausbildung
Der Beruf Landwirt erfordert drei Jahre Ausbildung und hat zwei Berufsfelder, in denen mit Pflanzen und mit Tieren gearbeitet wird. In diesen drei Jahren muss der Auszubildende in einem landwirtschaftlichen Betrieb mit der Ausrichtung auf Geburt und Aufzucht von Tieren sowie mit Pflanzen tätig gewesen sein.
Die Ausbildungszeit kann auf Antrag auf zwei Jahre verkürzt werden, wenn zu erwarten ist, dass das Ausbildungsziel in der verkürzten Zeit erreicht wird. Im Allgemeinen erhalten eine Lehrzeitverkürzung nur Personen mit Fachhochschulreife oder Abitur oder Auszubildende, die bereits einen Beruf erfolgreich abgeschlossen haben. Begleitend zu der Arbeit im Betrieb besucht der Auszubildende die Berufsschule und überbetriebliche Lehrgänge. Nach der Abschlussprüfung darf die Berufsbezeichnung „Landwirt/Landwirtin“ geführt werden.

#### Fortbildungsmöglichkeiten
- Staatlich geprüfter Wirtschafter des Landbaus,
- Landwirtschaftsmeister,
- Staatlich geprüfter Techniker des Landbaus,
- Staatlich geprüfter Agrarbetriebswirt,
- Fachagrarwirt in den Bereichen: Rechnungswesen, Landtechnik, Golfplatzpflege, Baumpflege und Baumsanierung, Naturkost und Naturwaren, Hofpflege, Leistungs- und Qualitätsprüfung, Besamungswesen,
- Staatlich geprüfter Natur- und Landschaftspfleger,
- Fachhochschul- beziehungsweise Hochschulstudium in der Landwirtschaft – Abschluss als Diplom-Agraringenieur oder Bachelor of Science (B.Sc.) beziehungsweise Master of Science (M.Sc.), in Stellengesuchen auch bezeichnet als Agrarökonom, Agrarwissenschaftler, Agrarbiologe, Agronom, Diplom-Landwirt, Ingenieur für Landwirtschaft oder Landbauingenieur/Landbau-Ingenieur.

### Österreich
Der Beruf gehört im Bildungssystem (Bereich Berufsbildung) zum Berufsbereich „Land- und Forstwirtschaft/Tiere/Pflanzen/Hauswirtschaft“.

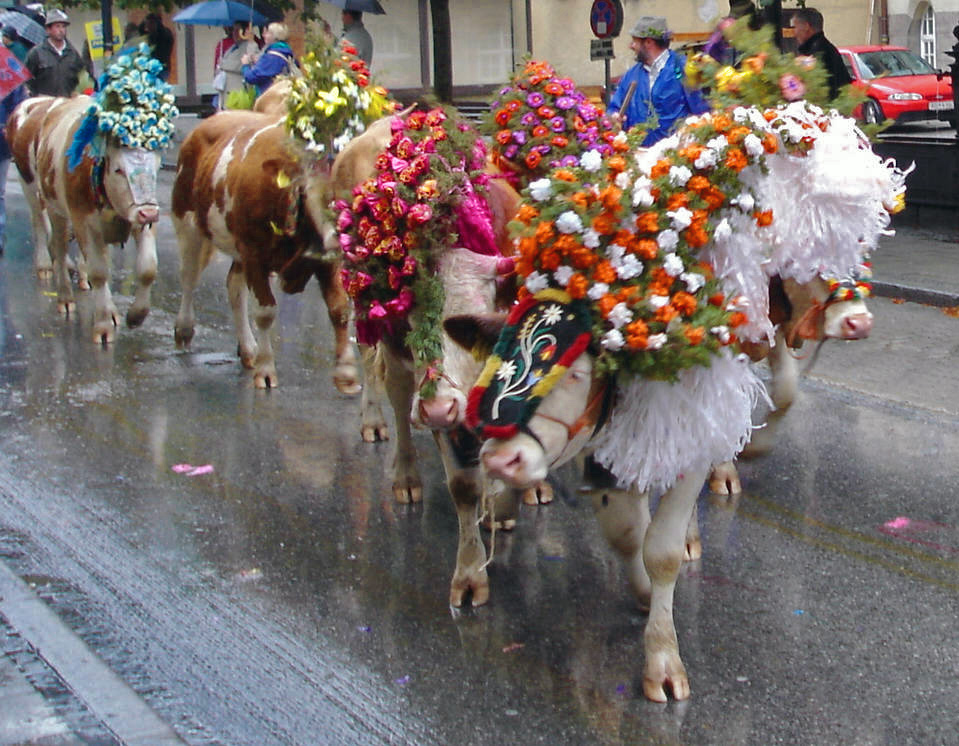
Modernes Bauernwesen der Alpen im Spannungsfeld von traditionellem Wirtschaften und modernem Fremdenverkehr: Almabtrieb, Kufstein 2005

Berufsbezeichnungen sind „Landwirt“ oder „Agrartechniker“; Standesbezeichnung „Ingenieur“ ist mit Berufserfahrung möglich, eine zusätzliche Konzessionierung ist zum Beruf „Biobauer“ nötig.
Für die akademische Ausbildung stehen zur Verfügung:
- Universität für Bodenkultur Wien,
- Veterinärmedizinische Universität Wien.

In Österreich gibt es für die berufliche Ausbildung zum Landwirt (Bauer) als landwirtschaftliche Schule die „Land- und forstwirtschaftliche Lehranstalten“ des Bundes (LFLA), die zur Matura führen, „Land- und forstwirtschaftliche Schulen“ (LFS) der mittleren Bildung (Fachschulen), und „Berufsschulen für Landwirtschaft“.
Nach dem Absolvieren einer Lehre (Lehrberuf) ist die Berufsbezeichnung:
- Landwirtschaftlicher Facharbeiter oder
- Facharbeiter der landwirtschaftlichen Lagerhaltung.

Daneben gehören in dem Berufsbereich auch die beruflichen Spezialformen der Sonderkultur und der Viehwirtschaft mit den Lehrberufen:
- Feldgemüsebaufacharbeiter,
- Geflügelwirtschaftsfacharbeiter,
- Obstbaufacharbeiter,
- Weinhauer, Weinbautechniker, Weinbau- und Kellereifacharbeiter,
- Hirt,
- Pferdewirt, Pferdepfleger, Pferdewirtschaftsfacharbeiter,
- Fischereifacharbeiter,
- Molkereifachmann, Molkerei- und Käsereifacharbeiter.

### Schweiz

#### Berufsausbildung
Landwirt EFZ (=Eidgenössisches Fähigkeitszeugnis) ist in der Schweiz eine berufliche Grundbildung. Die Ausbildung dauert drei Jahre. Für Lernende, die bereits Inhaber eines EFZ in einem verwandten Beruf sind, verkürzt sich die berufliche Grundbildung auf 1 Jahr. Für Lernende, die bereits Inhaber eines Eidgenössischen Berufsattests (EBA) sind, dauert die Grundbildung 2 Jahre.
Verwandte Berufe im Berufsfeld Landwirtschaft sind:
- Gemüsegärtner EFZ
- Geflügelfachmann EFZ
- Obstfachmann EFZ
- Weintechnologe EFZ
- Winzer EFZ

Umgekehrt können Absolventen der oben genannten verwandten beruflichen Grundbildungen die verkürzte berufliche Grundbildung zum Landwirt EFZ antreten.

#### Höhere Berufsausbildung
Berufsprüfung:
- Landwirt mit eidgenössischem Fachausweis
- Fachmann der biologisch-dynamischen Landwirtschaft mit eidgenössischem Fachausweis
- Obstbauer mit eidgenössischem Fachausweis
- Berufsbildner

Höhere Fachprüfung:
- Meisterlandwirt
- Gemüsegärtnermeister
- Obstbauer mit Meisterdiplom

## Einkommenssituation in der deutschen Landwirtschaft
Im Situationsbericht des deutschen Bauernverbandes wird folgende Entwicklung der Einkommen der Landwirte (je Arbeitskraft) ausgewiesen:
| Einkommenssituation in der deutschen Landwirtschaft   | Einkommenssituation in der deutschen Landwirtschaft |
| Wirtschaftsjahr                                       | Gewinn je Arbeitskraft                              |
| ----------------------------------------------------- | --------------------------------------------------- |
| 1999/2000                                             | 19.900 Euro                                         |
| 2000/2001                                             | 23.200 Euro                                         |
| 2001/2002                                             | 21.800 Euro                                         |
| 2002/2003                                             | 18.400 Euro                                         |
| 2003/2004                                             | 18.700 Euro                                         |
| 2004/2005                                             | 22.800 Euro                                         |
| 2005/2006                                             | 23.900 Euro                                         |
| 2006/2007                                             | 25.900 Euro                                         |
| 2007/2008                                             | 31.500 Euro                                         |
| 2008/2009                                             | 23.700 Euro                                         |
| 2009/2010                                             | 28.400 Euro                                         |
| 2010/2011                                             | 39.500 Euro                                         |
| 2011/2012                                             | 39.991 Euro                                         |
| 2012/2013                                             | 42.856 Euro                                         |
| 2013/2014                                             | 45.656 Euro                                         |
| 2014/2015                                             | 29.979 Euro                                         |
| nach: Situationsbericht des deutschen Bauernverbandes |                                                     |

Jedoch fließen 80 Prozent des Einkommens wieder in die Landwirtschaft, zum Beispiel zum Kauf neuer oder Reparatur alter Maschinen, Behandlung der Tiere, Futterkosten, Treibstoff usw.
Derzeit erleben die Haupterwerbsbetriebe wieder erhebliche Einkommenseinbußen, insbesondere durch sinkende Preise für Schweinefleisch und Milch. Die Situation hat sich für Milchviehhalter im Wirtschaftsjahr 2014/2015 nach dem Ende der Milchquotenregelung verschlechtert.
In der Alterssicherung der Landwirte erhalten Landwirte und Ehegatten mit niedrigem Einkommen (Summe der positiven Einkünfte) nach Einkommensklassen gestaffelte Zuschüsse zum Beitrag. Dabei wird bei Ehegatten das Einkommen beider Ehegatten addiert und jedem hälftig zugeordnet. Von den insgesamt 223.997 Ende 2014 anspruchsberechtigten Versicherten hatten 33.081 Personen bis zu einem Grenzeinkommen (alle Einkünfte) von 15.500 Euro im Jahr einen Anspruch auf Beitragszuschuss. Die Daten belegen die äußerst schlechte Einkommenssituation in der Landwirtschaft.
Zu der Verbesserung der Ertragslage im Jahr 2005 haben insbesondere die deutlichen Erlössteigerungen im Ackerbau durch höhere Preise für Getreide, Kartoffeln und Zuckerrüben beigetragen. Einkommensmindernd wirkten sich hauptsächlich der weitere Rückgang der Kartoffel-, Ferkel- und Milchpreise aus:
```
Landwirtschaftliche Erzeugerpreise Deutschland (ohne MwSt.)
                          2013/2014  2014/2015  Veränderung
Kartoffeln (Euro/100 kg)    24,11       7,20      −70,1 %
Ferkel (28 kg)              57,61      45,12      −21,7 %
Milch (Euro/100 kg)         39,52      32,15      −18,6 %
```

Bei den einzelnen Produktionszweigen ergaben sich bei den landwirtschaftlichen Haupterwerbsbetrieben für die verschiedenen Betriebsformen abweichende, teilweise entgegengesetzte Einkommensentwicklungen.

## Landwirte aus soziologischer Sicht

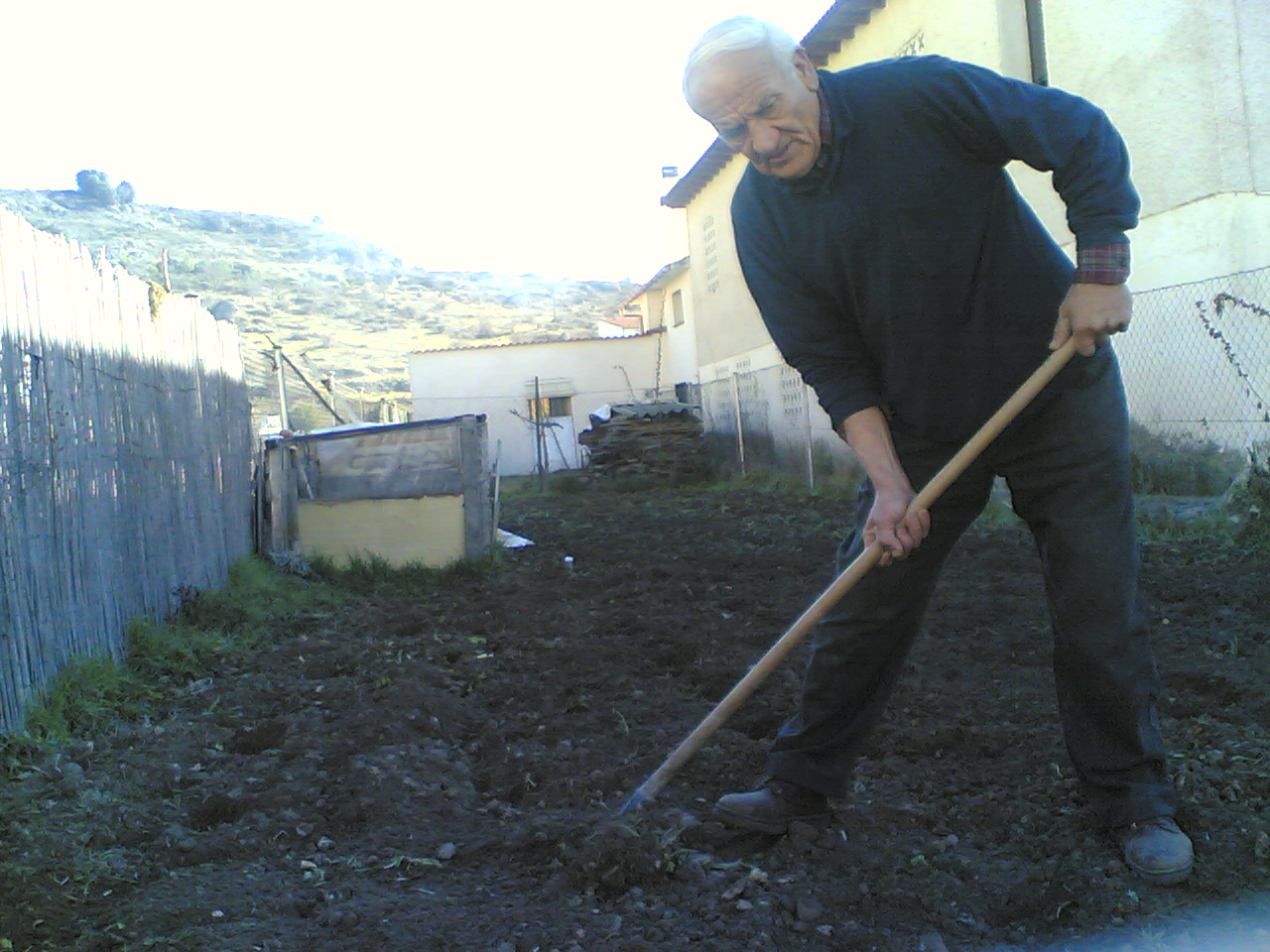
Landwirte sind aus soziologischer Sicht deswegen interessant, weil sie oft als ein Beispiel für Resilienz gesehen werden

Landwirte sind aus soziologischer Sicht deswegen interessant, weil sie oft als ein Beispiel für Resilienz beziehungsweise für Anpassungsfähigkeit gesehen werden. Obwohl Landwirte weltweit oft niedrigere Einkommen erzielen als der Landesdurchschnitt, treten etwa die typischen Auswirkungen der Armut bei ihren Kindern in der Regel nicht auf.
Mit Wertorientierungen unter amerikanischen Landwirten beschäftigte sich auch Glen Elder. Beim Iowa Youth and Families Project stellte er fest, dass Armut auf Landwirtskinder erstaunlich wenig Konsequenzen hat.

### Soziale Stellung
Die soziale Stellung der deutschen Landwirte in der Geschichte ist seit dem Mittelalter gekennzeichnet durch Leibeigenschaft, Hungersnöte, das Aufbegehren in Bauernkriegen und die regional sehr unterschiedliche Agrarstruktur. Nach dem Frieden von Tilsit 1807 waren Karl Freiherr vom Stein und Karl August Fürst von Hardenberg die Hauptinitiatoren einer neuen Agrarverfassung, und Wilhelm von Humboldt leitete Reformen im Bildungswesen ein. Im Gegensatz zur Stadtbevölkerung waren Bauern besser vor Mangel- bzw. Unterernährung geschützt, da sie sich selbst versorgen konnten. Franziska Tollnek und Jörg Baten beschreiben im Jahr 2017, dass dies positive Auswirkungen auf ihre kognitiven Fähigkeiten hatte. In der Folge entstand ein bescheidener sozialer Aufstieg der Landwirte, der durch den Zusammenschluss der Landwirte in Genossenschaften, Vereinigungen wie der Deutschen Landwirtschafts-Gesellschaft sowie Verbesserung der Ausbildung durch die Gründung von Fachschulen und landwirtschaftlichen Akademien abgesichert wurde. Beispiele hierfür sind die Friedrich-Wilhelms-Universität Berlin, die landwirtschaftliche Akademie Möglin oder die Akademie Hohenheim.
Im Jahre 1882 erhob das damalige „Deutsche Amt für Statistik“ folgende Verteilung der landwirtschaftlichen Betriebsfläche:
| Gebiet           | Fläche       | < 1 ha | 1–10 ha | 10–100 ha | > 100 ha |
| ---------------- | ------------ | ------ | ------- | --------- | -------- |
| Deutsches Reich  | 5.276.344 ha | 2,4 %  | 25,6 %  | 47,6 %    | 24,4 %   |
| Elsaß-Lothringen | 233.866 ha   | 5,0 %  | 51,8 %  | 35,9 %    | 7,3 %    |
| Bayern           | 681.521 ha   | 1,6 %  | 35,6 %  | 60,5 %    | 2,3 %    |
| Ostpreußen       | 188.179 ha   | 1,0 %  | 9,3 %   | 51,1 %    | 38,6 %   |
| Westpreußen      | 134.026 ha   | 1,3 %  | 9,1 %   | 42,5 %    | 47,1 %   |
| Pommern          | 169.275 ha   | 1,3 %  | 10,1 %  | 31,2 %    | 57,4 %   |

Eine besondere Phase durchlief die deutsche Landwirtschaft während der Zeit des Reichsnährstandes infolge der Blut-und-Boden-Ideologie der nationalsozialistischen Regierung.
Die Teilung Deutschlands nach dem Zweiten Weltkrieg und die daraus entstandenen verschiedenen politischen Systeme führten zu unterschiedlichen Entwicklungen in Ost- und Westdeutschland, die sich allerdings seit der Wiedervereinigung wieder angleichen.

### Landwirtschaft in der DDR
Die Landwirtschaft in der DDR (1945–1990) war durch Enteignung und Kollektivierung gekennzeichnet. Die Landwirte verloren ihre Selbständigkeit und waren, soweit sie es nicht ins Führungsteam schafften, in den hierarchisch streng gegliederten landwirtschaftlichen Genossenschaften nur noch Befehlsempfänger und Arbeiter. Die Bezahlung der Arbeiter in den Landwirtschaftlichen Produktionsgenossenschaften (LPG) und Volkseigenen Betrieben (VEB) entsprach vergleichbaren Tätigkeiten in der Industrie, 10,8 Prozent der in der DDR Beschäftigten wurden 1989 als im Agrarbereich tätig festgestellt. Im Rahmen der sozialistischen Landwirtschaftsreform wurden die Landwirtschaftsbetriebe zu Großbetrieben ausgebaut sowie Pflanzenbau und Tierhaltung als selbständige Produktionsbereiche getrennt. Im Jahr 1989 bestanden 3250 viehhaltende Betriebe mit 5432 Großvieheinheiten (GVE), also 1671 GVE je Betrieb. Die 1243 Pflanzenbaubetriebe bewirtschafteten 5,65 Millionen Hektar Landwirtschaftsfläche mit durchschnittlicher Größe von 4740 Hektar Fläche. Die Trennung von Futtererzeugung und Viehhaltung war politisch verordnet und erforderte einen erheblichen Verwaltungsaufwand. In diesem Zusammenhang kann auch festgestellt werden, dass im gleichen Zeitraum in Westdeutschland nur 4 Prozent der Beschäftigten in der Landwirtschaft tätig waren. Im Zuge der Wiedervereinigung Deutschlands setzte eine Reprivatisierung der ostdeutschen Landwirtschaft ein. Innerhalb weniger Jahre wurden die Ackererträge auf das westdeutsche Niveau angehoben und die Zahl der Arbeitskräfte entsprechend gesenkt, Letzteres mit erheblichen sozialen Schwierigkeiten für die früheren landwirtschaftlichen Arbeitskräfte Ostdeutschlands.

### Landwirtschaft in Westdeutschland
Die Landwirte in Westdeutschland nutzten ab der Währungsreform alle damals möglichen technischen Fortschritte zur Nahrungsproduktion, was zu einer jährlichen Steigerung der Erträge von 2 Prozent führte. Zusätzlich wurde durch die Umstellung von Zugtieren (Pferde und Kühe) auf Traktoren die Futterfläche für die Nahrungsproduktion frei. Die dadurch erhöhte Angebotsmenge führte zu realen Preissenkungen für die landwirtschaftlichen Produkte. Durch Garantiepreise für verschiedene Produkte und Einführung einer Landwirtsrente wurde unter Konrad Adenauer und Edmund Rehwinkel versucht, die zunehmende Verarmung der Landwirte abzumildern. Obwohl sich die Betriebsstruktur in 40 Jahren stark zugunsten größerer Einheiten veränderte, waren im Jahr 1989 die Einkommen noch immer sehr verschieden. Die Zahl der Kleinlandwirte mit 1 bis 5 Hektar betrug 31 Prozent, diejenige der mittelbäuerlichen Betriebe mit 5 bis 50 Hektar 62 Prozent und diejenige der großbäuerlichen Betriebe mit mehr als 50 Hektar 7 Prozent der Betriebe. Zeitweise hatten bis zu 25 Prozent der Landwirtsfamilien ein monatliches Pro-Kopf-Haushaltsnettoeinkommen unterhalb dessen von Familien von angestellten Arbeitern.
Allerdings haben Landwirte meist ein Vermögen in Form von Grundbesitz. Auch geht Einkommensarmut bei Landwirten in Deutschland nicht mit einer Unterversorgung im Bereich der Ernährung, Wohnung oder der Bildung der Kinder einher. Auch existieren im landwirtschaftlichen Milieu andere, weniger materiell ausgerichtete Werteorientierungen, was dazu führt, dass Armut bei Landwirtskindern teilweise andere Konsequenzen hat. Angesichts eines nicht nur am Geld festgemachten, sondern auch die gesamte Lebenslage der betreffenden Bevölkerungsgruppe betrachtenden Armutsbegriffs, ist es fraglich, ob man hier von „echter Armut“ sprechen kann.
Die Entscheidung zur Hofaufgabe haben im Verlauf der vergangenen 65 Jahre mehr als 80 Prozent der früheren Betriebsleiter überwiegend aus finanziellen Überlegungen getroffen. In der Regel werden die landwirtschaftlichen Flächen gerne von Nachbarbetrieben übernommen, die leerstehenden Gebäude werden jedoch vermehrt zum Problem. Während 1949 in Deutschland 1,65 Millionen landwirtschaftliche Betriebe bestanden, die jeweils 10 Personen mit Nahrungsmitteln versorgten, waren es 2013 nur noch 285.000 Betriebe, die allerdings jeweils 144 Verbraucher mit Nahrungsmitteln versorgten. Dass inzwischen den aktiven Landwirten die dreifache Zahl an landwirtschaftlichen Rentenempfängern gegenüberstehen, ist die logische Folge des gewaltigen Strukturwandels.

### Arbeitszeiten in der Landwirtschaft
Trotz moderner Technologie ist die Arbeitsbelastung der Landwirte hoch. So arbeiteten die Erwerbstätigen in Deutschland 2013 nach Angaben des Statistischen Bundesamtes im Durchschnitt 1363 Stunden, die Stundenzahl in der Land- und Forstwirtschaft wird mit 1664 Stunden angegeben. Als Grund dafür wird der mit 49 Prozent hohe Anteil der Selbständigen Landwirte genannt, die laut dieser Statistik 2003 Stunden arbeiteten. Wenngleich der Einsatz moderner Technik maßgebend dazu beigetragen hat, dass körperliche Arbeit sowie Arbeitszeiten in der Landwirtschaft deutlich zurückgegangen sind, so ist doch der 18- bis 20-Stunden-Einsatz in den jetzt erheblich größeren Betrieben häufig, speziell zur Saat-, Pflege- und Erntezeit.
Die Landwirte versuchen, hohe Mechanisierungskosten für Maschinen und Geräte mit kurzen Einsatzzeiten durch Mitgliedschaft in Maschinenringen und durch Beauftragung von Lohnunternehmen zu begrenzen. Darüber hinaus werden vielfach Landschaftspflegemaßnahmen und Forstarbeiten für Landkreise und Kommunen übernommen. Auch durch Engagement in den Bereichen Urlaub auf dem Bauernhof, Produktion von nachwachsenden Rohstoffen und Einrichtung von Biogasanlagen versuchen zahlreiche Landwirte, zusätzliches Einkommen zu generieren. Darüber hinaus werden die Förderprogramme der EU von den meisten Landwirten zur Einkommenssicherung genutzt.

## Berufskrankheit Parkinson
In Frankreich ist die Parkinson-Krankheit seit 2012 als Berufskrankheit von Landwirten anerkannt, wenn sie mindestens zehn Jahre lang mit Pestiziden in Berührung gekommen sind.